# وكالة المعاونون للحماية
وكالة المعاونون للحماية (بالإنجليزية: Acolytes Protection Agency)‏ وتُخصر بـ (بالإنجليزية: APA)‏، هو فريق تأسس يوم 15 نوفمبر 1998 وكان جزء من فريق وزارة الظلام وعند اندماج فريق الشركة مع فريق وزارة الظلام أصبح ضمن فريق وزارة الشركات.

## روابط خارجية
- Ron "Faarooq" Simmons' WWE Alumni Profile
- John "Bradshaw" Layfield (JBL)'s WWE Alumni Profile